# We May Never Love Like This Again
We May Never Love Like This Again ist ein Song von Maureen McGovern aus dem Film Flammendes Inferno. Es gewann bei der Oscarverleihung 1975 den Oscar als Bester Song.

## Hintergrund
Das Lied wurde von Al Kasha und Joel Hirschhorn für den Film Flammendes Inferno geschrieben. Im Film spielt Sängerin Maureen McGovern sich selbst und trägt den Song in einer Szene als Nachtclubsängerin vor. Im Abspann ist das Lied ebenfalls zu hören. John Williams, Komponist des Scores verarbeitete die Melodie im Thema des Films.
Die Version für das Soundtrack-Album wurde von Carl Madari für Belkie-Madari Production produziert. Joe Hudson arrangierte den Song und Arnbie Rosenberg war als Toningenieur beteiligt.
Bei der Oscarverleihung 1975 wurde das Lied und damit die Komponisten Kasha und Hirschhorn mit dem Oscar als Bester Song ausgezeichnet. Tatsächlich war es für alle Beteiligten bereits der zweite Song, der einen Oscar gewann. Bei der Oscarverleihung 1973 gewann die Kasha/Hirschhorn-Komposition The Morning After aus dem Film Die Höllenfahrt der Poseidon ebenfalls einen Oscar. Maureen McGovern hatte den Song allerdings nicht für den Soundtrack eingesungen, sondern eine Coverversion ein Jahr später. Tatsächlich wurde sie deshalb auch von der Presse als „Disaster Queen“ bezeichnet, da beide Songs plus Wherever Love Takes Me aus Gold aus Katastrophenfilmen stammten.
Das Lied erreichte in den Billboard Hot 100 Platz 83 und blieb vier Wochen in den Charts. Ein großer Hit wurde der Song in Australien, wo er Platz 5 erreichte und in den Jahrescharts Platz 55 belegte.

## Weitere Veröffentlichungen
Bereits kurz nach der Entstehung wurde der Song von weiteren Künstlern aufgenommen, so von Roger Williams (1975), Anita Sarawak (1975), Andre Kostelanetz (1975), dem The Ray Davies Orchestra (1975), The Brothers Four (1976) und Los Índios Tabajaras (1976).
Maureen McGovern selbst nahm den Song 1975 ein weiteres Mal für das Album Academy Award Performance auf, eine Zusammenfassung ihrer Filmsongs und Broadway-Stücke.